# White Sands (Nuevo México)
White Sands es un lugar designado por el censo ubicado en el condado de Doña Ana en el estado estadounidense de Nuevo México. En el Censo de 2010 tenía una población de 1651 habitantes y una densidad poblacional de 206,03 personas por km².
En este lugar fue rodada una escena de la película de 1968 Hang 'Em High.  

## Geografía

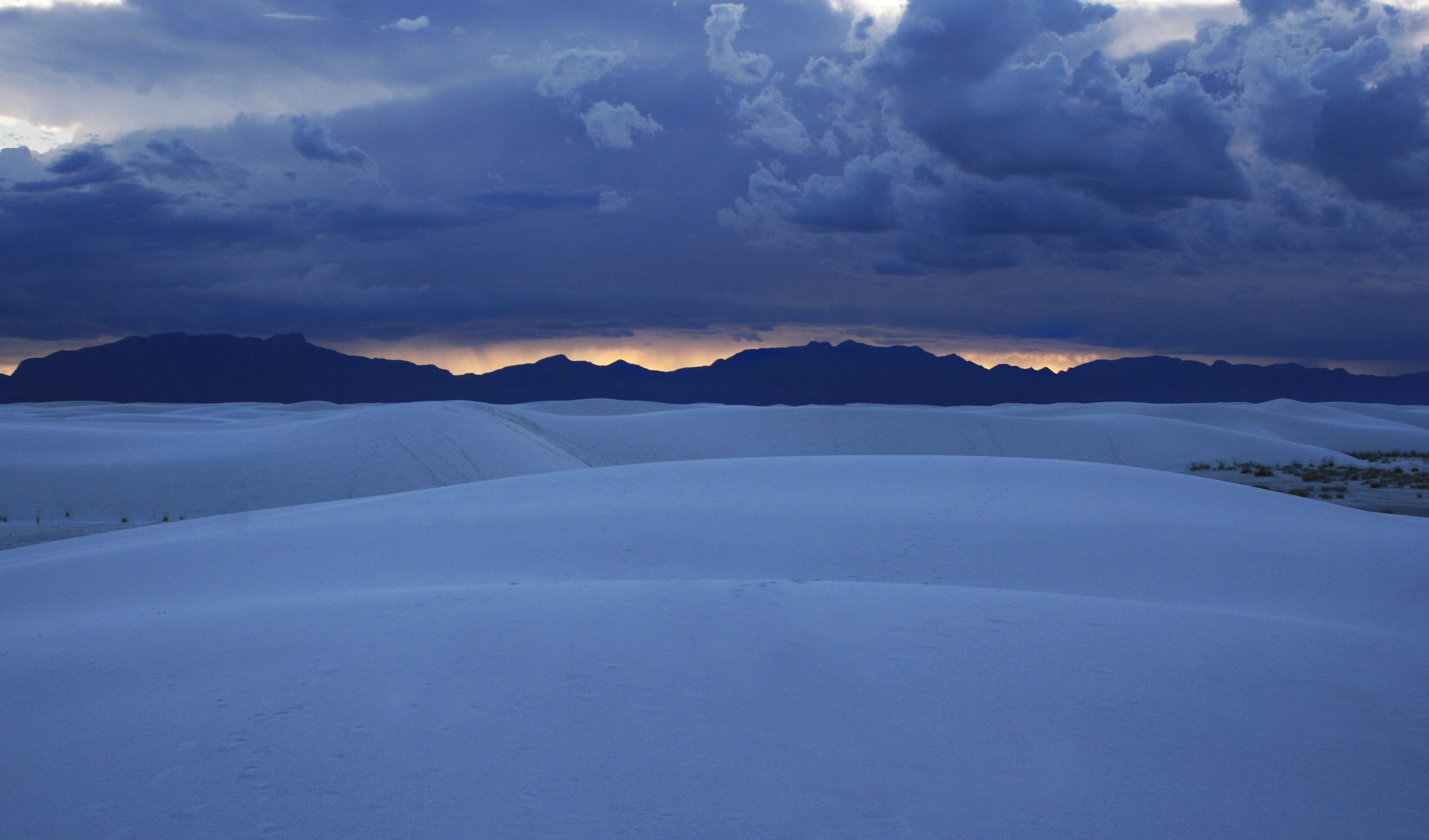
Atardecer en White Sands, 2009

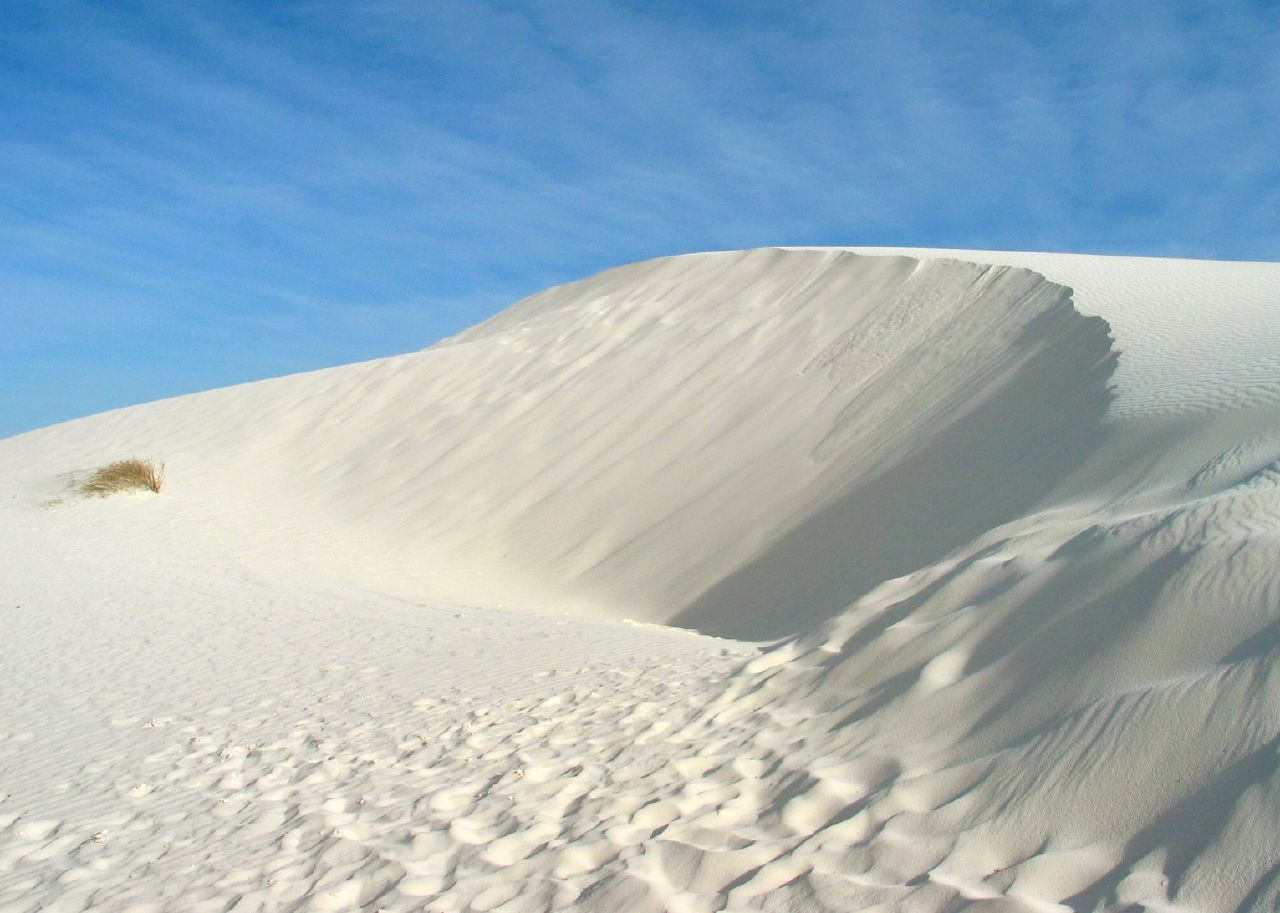
Pico de White Sands, 2003

White Sands se encuentra ubicado en las coordenadas 32°23′1″N 106°29′34″O / 32.38361, -106.49278. Según la Oficina del Censo de los Estados Unidos, White Sands tiene una superficie total de 8.01 km², de la cual 8.01 km² corresponden a tierra firme y (0%) 0 km² es agua.

## Demografía
Según el censo de 2010, había 1651 personas residiendo en White Sands. La densidad de población era de 206,03 hab./km². De los 1651 habitantes, White Sands estaba compuesto por el 71.17% blancos, el 12.42% eran afroamericanos, el 1.21% eran amerindios, el 2.67% eran asiáticos, el 1.27% eran isleños del Pacífico, el 5.45% eran de otras razas y el 5.81% pertenecían a dos o más razas. Del total de la población el 18.72% eran hispanos o latinos de cualquier raza.